# Prosopidia morosa
Prosopidia morosa là một loài bướm đêm thuộc phân họ Arctiinae, họ Erebidae.